# Andropogon perligulatus
Andropogon perligulatus är en gräsart som beskrevs av Otto Stapf. Andropogon perligulatus ingår i släktet Andropogon och familjen gräs. Inga underarter finns listade i Catalogue of Life.